# Hyalorbilia inflatula
Hyalorbilia inflatula är en svampart som först beskrevs av Petter Adolf Karsten, och fick sitt nu gällande namn av Baral & G. Marson 2000. Hyalorbilia inflatula ingår i släktet Hyalorbilia och familjen vaxskålar.  Arten är reproducerande i Sverige. Inga underarter finns listade i Catalogue of Life.